# Society of Dilettanti

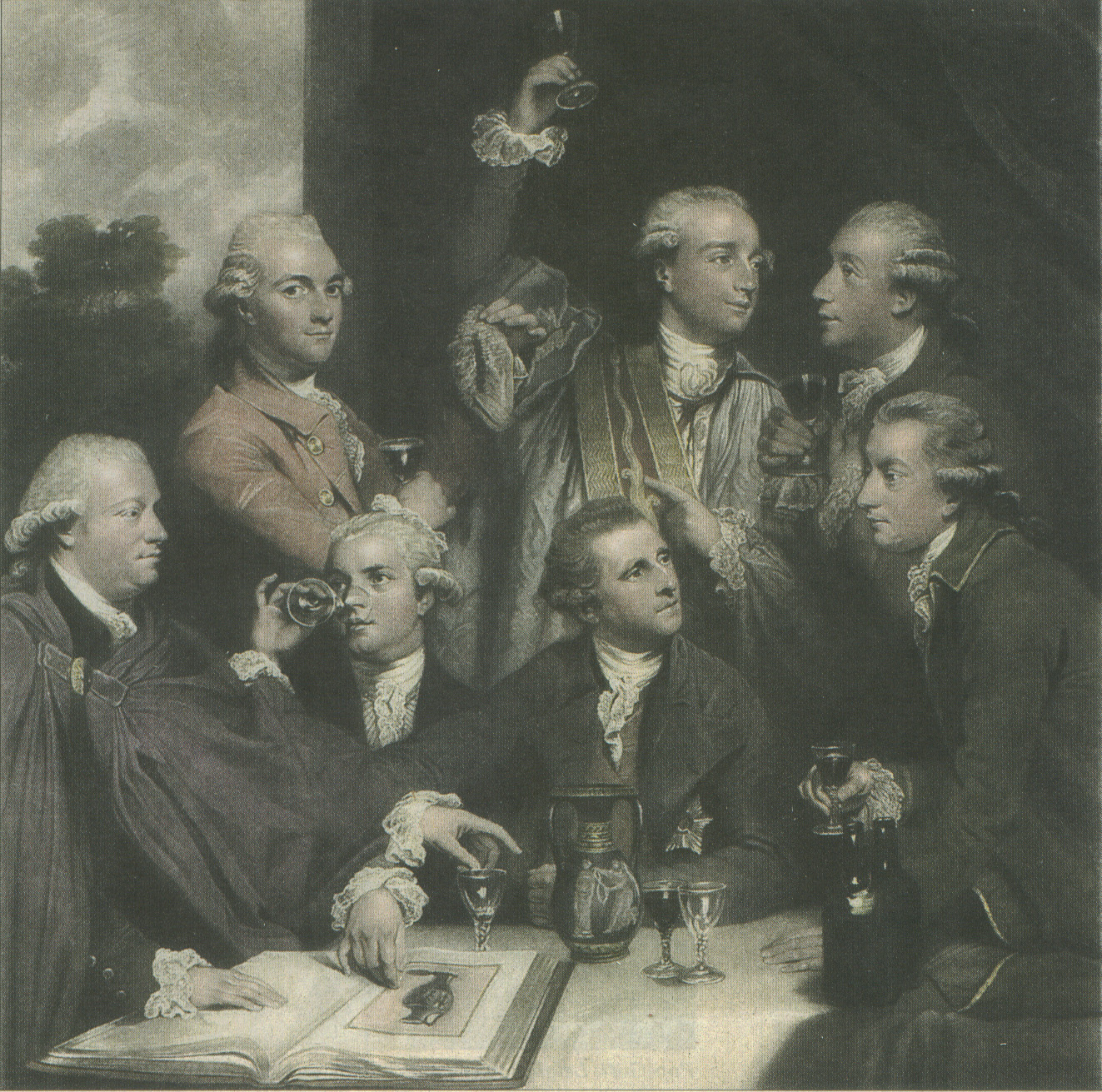
Society of Dilettanti

Die Society of Dilettanti, auch Dilettanti Society oder kurz Dilettanti (dt.: Sozietät der Dilettanten von it.: dilettare, 'jmd. begeistern/erfreuen') ist eine britische Vereinigung von Sammlern, Gelehrten und Adeligen. Die Vereinigung verbindet Festlichkeiten mit einem liebhaberischen Studium der griechischen und römischen Antike.

## Geschichte
Das erste Zusammentreffen junger vermögender englischer Gentlemen fand 1732 statt; 1734 wurde sie von Teilnehmern einer Grand Tour als Londoner Dining society (Tischgesellschaft) formal gegründet.
Die Gruppe stand zunächst unter dem Vorsitz von Francis Dashwood. Unter den Mitgliedern waren etliche Herzöge und bekannte Persönlichkeiten wie Joshua Reynolds, David Garrick, Uvedale Price und Richard Payne Knight.
Vorrangig machten sich die Mitglieder durch die seit Beginn des Jahrhunderts in den Kreisen vermögender junger Männer obligatorischen Bildungsreisen mit der Kunst der Antike vertraut. Blieb es dabei auch weitgehend bei dem liebhaberischen Sich Erfreuen und war vorrangiges Ziel der Society also Geselligkeit und Unterhaltung, so zeigte die Gruppe doch auch hohes Engagement auf dem Gebiet der Kunstförderung. Die Gesellschaft finanzierte eine Reihe von Kunstexpeditionen nach Griechenland und trat als Sponsor für die Gründung der Royal Society auf.
Aus Spenden der Mitglieder wurde die finanziellen Grundlagen geschaffen, um zunächst vorwiegend archäologische Expeditionen zu fördern.
Daneben wurden Künstler gefördert, die in einem antikisierenden Stil arbeiteten. Als erster Künstler wurde George Knapton finanziell unterstützt.
Die Society of Dilettanti förderte ab ca. 1740 auch die italienische Oper. Beim Aufbau der Royal Academy of Arts zählte sie zu den Hauptsponsoren und Joshua Reynolds zu deren Gründungsmitgliedern. Im Jahre 1775 hatte der Club genügend Geld zum Aufbau eines Fonds mit dem Zweck der Unterstützung von Studentenreisen nach Rom und Griechenland gesammelt. Expeditionen wie die von Richard Chandler, William Pars und Nicholas Revett, deren Ergebnisse sie im Magazin Ionian Antiquities veröffentlichten, hatten großen Einfluss auf den Neoklassizismus in Großbritannien.
Die 60 Mitglieder werden statutengemäß in geheimen Wahlen bestimmt und in einer feierlichen Zeremonie eingeführt. Die Veranstaltung findet in wechselnden Londoner Clubs statt. Heute unterstützt die Sozietät im Wesentlichen die englischen Schulen in Rom und Athen mit jährlichen Spenden. Ein eigenständiger Fond hilft seit 1984 finanziell bei Besuchen von klassischen Stätten und Museen.

## Bekannte Mitglieder
- Thomas Anson (Gründungsmitglied)

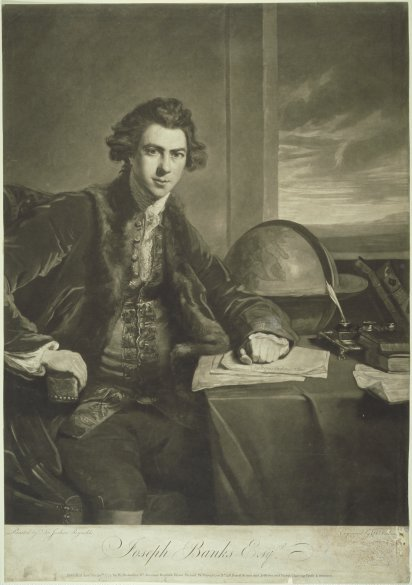
Sir Joseph Banks, Gemälde von Sir Joshua Reynolds, die Gravierung stammt von William Dickinson (1746–1823)

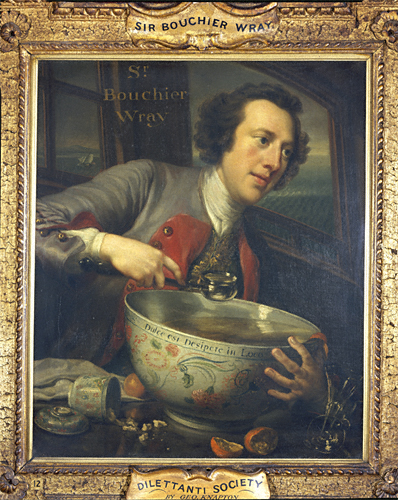
Bourchier Wray von George Knapton

- Right Honorourable Sir Joseph Banks
- Charles Crowle, Esq.
- Henry Dawkins of Standlynch Hall, Wiltshire
- Francis Dashwood, 15th Baron le Despencer (Gründungsmitglied)
- Lord Dundas
- Payn Galway, Esq.
- David Garrick (1717–1779)
- Charles Gore Esq. (1729–1807)
- Sir James Gray, 2nd Baronet (Gründungsmitglied)
- Sir George Gray, 3rd Baronet (Gründungsmitglied)
- The Honourable Charles Francis Greville
- Sir William Hamilton
- Richard Payne Knight (seit 1781)
- Duke of Leeds
- Constantin John Lord Murlgrave
- Uvedale Price
- Sir Joshua Reynolds (seit 1766)
- Lord Seaforth
- Spencer Stanhope, Esq.
- Sir John Taylor
- Richard Thompson, Arch Master of the Society of Dilettanti
- Sir Anthony R Wagner, Garter Principal King of Arms
- William Wilkins
- Charles Watkin Williams-Wynn (der Ältere)
- Sir Charles Watkin Williams-Wynn (der Jüngere)
- Charles Towneley, Antiquar und Sammler
- George Thomas Staunton (Mitglied von 1829 bis 1856)

## Trivia
Horace Walpole stand der Society kritisch gegenüber und urteilte 1743: Sie sei „[…] ein Club mit zwei Voraussetzungen, zum einen einmal in Italien gewesen und zum anderen betrunken zu sein: die beiden Häuptlinge sind Lord Middlesex und Sir Francis Dashwood, die in der gesamten Zeit in Italien selten nüchtern waren“.
Der Trinkspruch der Society lautete: Es lebe die Tugend und die schönen Frauen, sie leuchtet hell, sie dauert ewig – griechisch der Geschmack und römisch der Geist – ernstes Spiel.